# مايك هولم
مايك هولم (بالإنجليزية: Mike Hulme)‏ هو بروفيسور في الجغرافيا البشرية من قسم الجغرافيا في جامعة كامبريدج (بالإنجليزية: Cambridge )‏، ولد في 23 يوليو 1960 في لندن في المملكة المتحدة.
كان سابقاً أستاذاً في المناخ والثقافة في كليّة كينجز لندن (بالإنجليزية: King's College London)‏ (2013-2017) وتغير المناخ في كلية العلوم البيئية في جامعة إيست أنجليا (UEA) (بالإنجليزية: University of East Anglia )‏.